# Île de la Venne
L’île de la Venne est une île de Belgique située à Esneux (province de Liège).

## Toponymie
L'île de la Venne doit son nom au substantif « venne » désignant un barrage.

## Histoire
L'île a été utilisée comme pré, verger et oseraie.